# HMS Kingfisher (1770)
HMS Kingfisher — 14-пушечный шлюп Королевского флота, типа Swan.

## Постройка
Построен по чертежам Джона Уильямса. Спущен на воду в 1770 году в Чатеме.
Имел рейтинг 14-пушечного, однако сохранившиеся изображения дают 18 портов по борту, не считая погонных. (Перспективные картины маслом были заказаны Георгом III Джозефу Маршаллу (англ. Joseph Marshall) в 1773) Из них же следует, что шлюп относился к полубачному типу.

## Служба
Служил на Североамериканской станции на крейсерских ролях, включая пресечение контрабанды, борьбу с приватирами и поддержку армии.
В августе 1778 года был при Ньюпорте в эскадре капитана Брисбена (англ. Brisbane) из 5-и фрегатов и 2-х шлюпов. Вместе с остальными кораблями был блокирован с моря французской эскадрой д’Эстена (два 90-пушечных корабля, шесть 74-пушечных, три 64-пушечных, один 50-пушечный, четыре фрегата). Когда последняя форсировала бар, отступил в вершину залива, но 7 августа, когда отступать стало некуда, был сожжен, чтобы избежать плена. Команда сошла на берег и влилась в гарнизон Ньюпорта.